# Scimmie volanti
Le scimmie volanti sono creature nate dalla mente di Frank Baum che compaiono nel romanzo Il meraviglioso mago di Oz.

## Trama
Originariamente, le scimmie volanti erano una popolazione libera. Quando però uno dei loro capi sfidò una potentissima maga, questa decise di schiavizzarli, mandando contro di loro una maledizione, e costringendoli a esaudire il desiderio di chiunque possieda un magico copricapo dorato.
Il magico oggetto non poteva però essere riutilizzato dalla stessa persona dopo tre desideri. Quando il copricapo passa nelle mani della malvagia Strega dell'Ovest, questa costringe le scimmie volanti, che insieme compongono un vero e proprio esercito, ad assoggettare il popolo dei Winkie e a renderlo schiavo della loro padrona. Sempre per suo ordine affrontano in campo aperto il magnifico mago di Oz, costringendolo alla ritirata. L'ultimo desiderio della strega è quello di catturare Dorothy e annientare i suoi compagni. Le scimmie spagliano lo spaventapasseri, disseminando i suoi resti sopra un albero, gettano quindi l'uomo di latta sopra alcune rocce acuminate, catturano il leone e lo rinchiudono in una gabbia. Tuttavia, non appena muovono contro Dorothy scoprono di non riuscire colpirla in quanto è protetta dal marchio della buona Strega del Nord. La ragazzina viene dunque catturata e condotta in presenza della malvagia Strega dell'Ovest.
Dopo la sconfitta di questa magica megera, Dorothy prende il magico copricapo ed evoca le scimmie volanti per esaudire tre desideri: poter tornare alla città di Smeraldo, poter tornare nel Kansas (questo desiderio non potrà però essere realizzato, poiché il Grande Deserto è un ambiente letale anche per le scimmie volanti, per cui tale desiderio viene sprecato), superare gli attacchi dei mostri Testa-Martello.
Dopo che Dorothy è tornata nel suo paese d'origine, le scimmie verranno ancora evocate da Glinda, la buona strega del Sud, che con il loro aiuto permetterà allo spaventapasseri, all'uomo di latta e al leone codardo di tornare nei propri regni.
Glinda poi consegnerà il copricapo al re delle scimmie, dopo che queste hanno esaudito tutti i desideri, liberando per sempre questa bizzarra popolazione volante dalla schiavitù del copricapo.